# Шиманув (Свідницький повіт)
Шиманув (пол. Szymanów, нім. Simsdorf) — село в Польщі, у гміні Добромеж Свідницького повіту Нижньосілезького воєводства.
Населення — 489 осіб (2011).
У 1975-1998 роках село належало до Валбжиського воєводства.

## Демографія
Демографічна структура станом на 31 березня 2011 року:
|          | Загалом | Допрацездатний вік | Працездатний вік | Постпрацездатний вік |
| -------- | ------- | ------------------ | ---------------- | -------------------- |
| Чоловіки | 247     | 44                 | 186              | 17                   |
| Жінки    | 242     | 43                 | 152              | 47                   |
| Разом    | 489     | 87                 | 338              | 64                   |

## Галерея

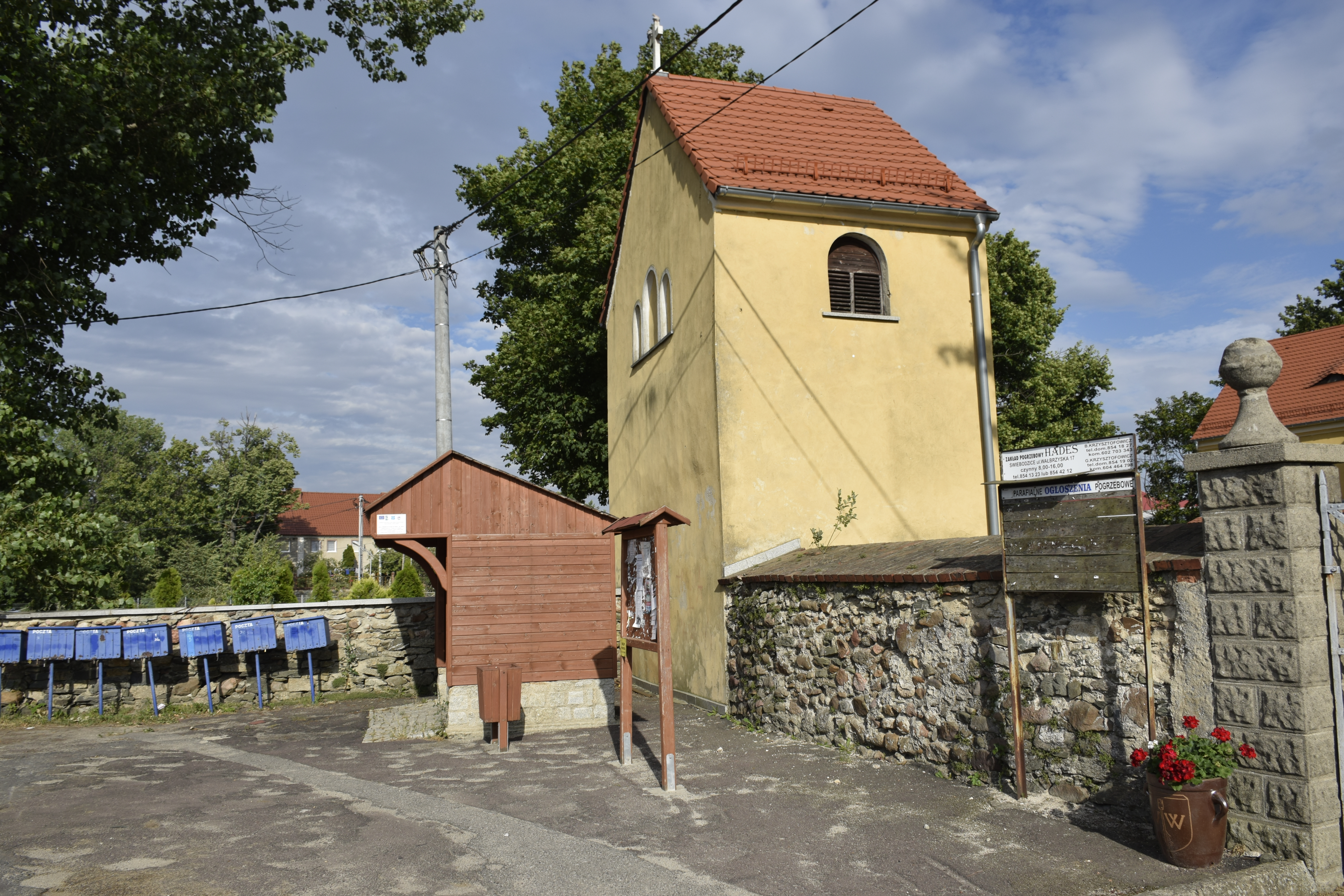
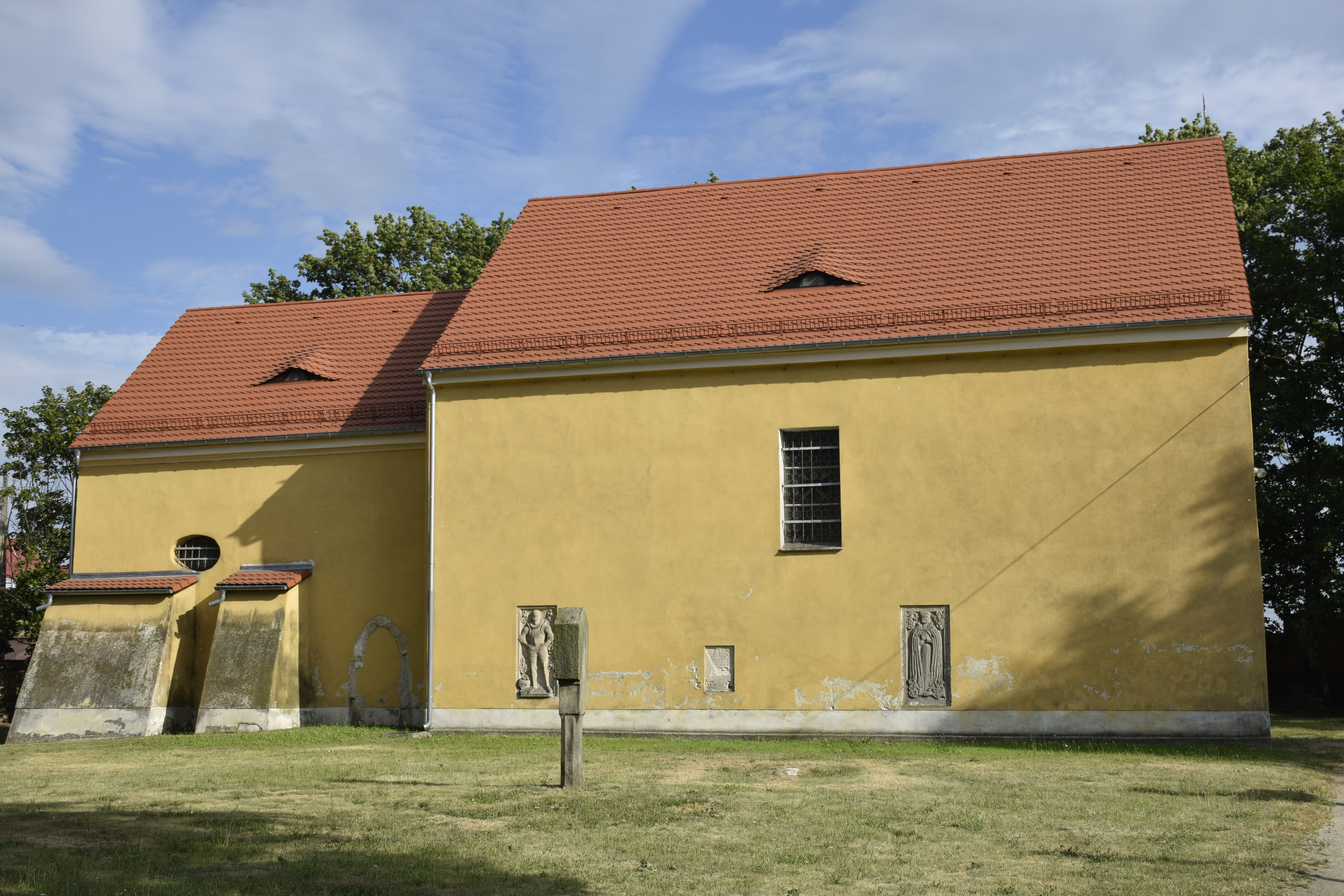
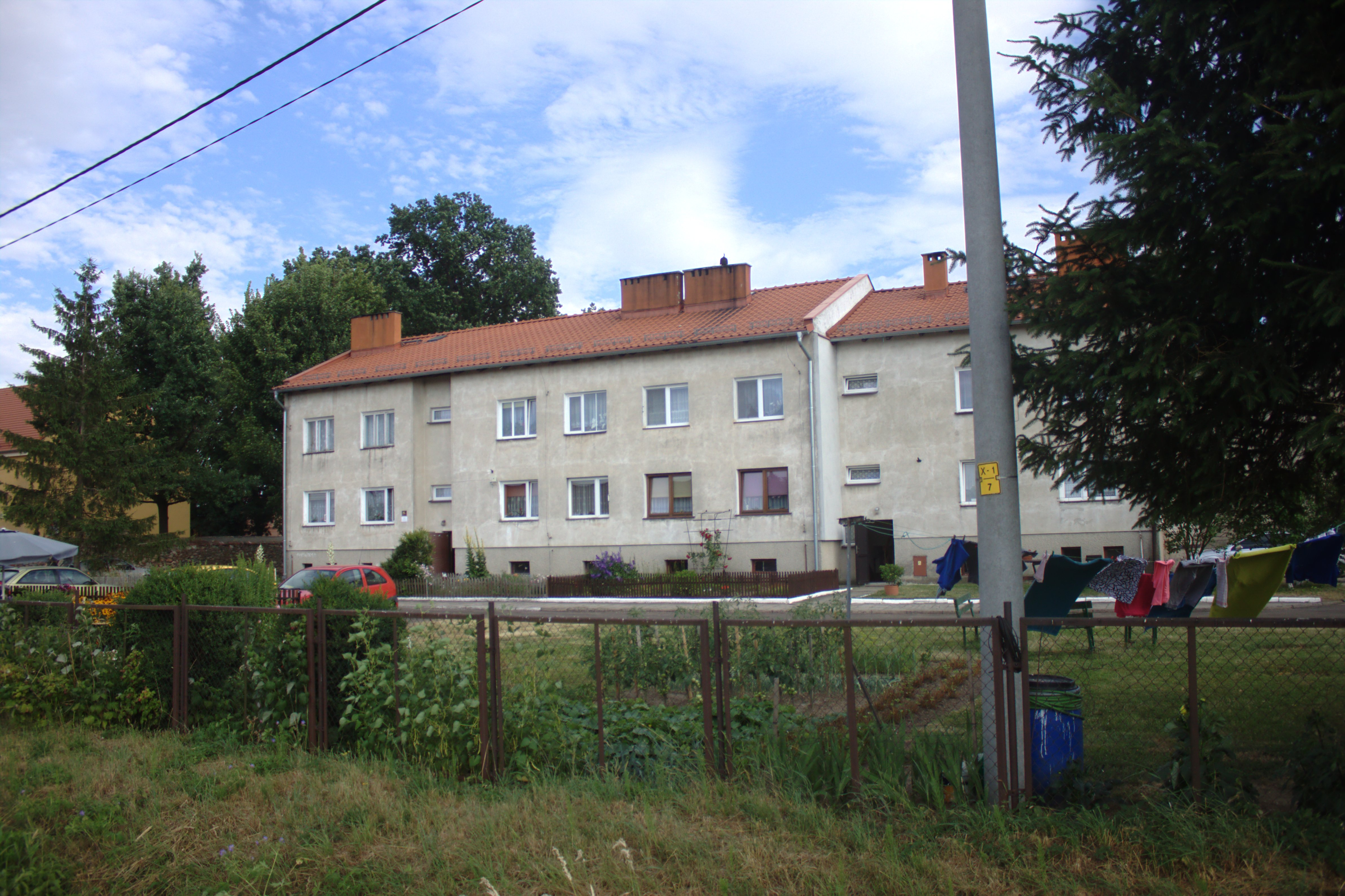
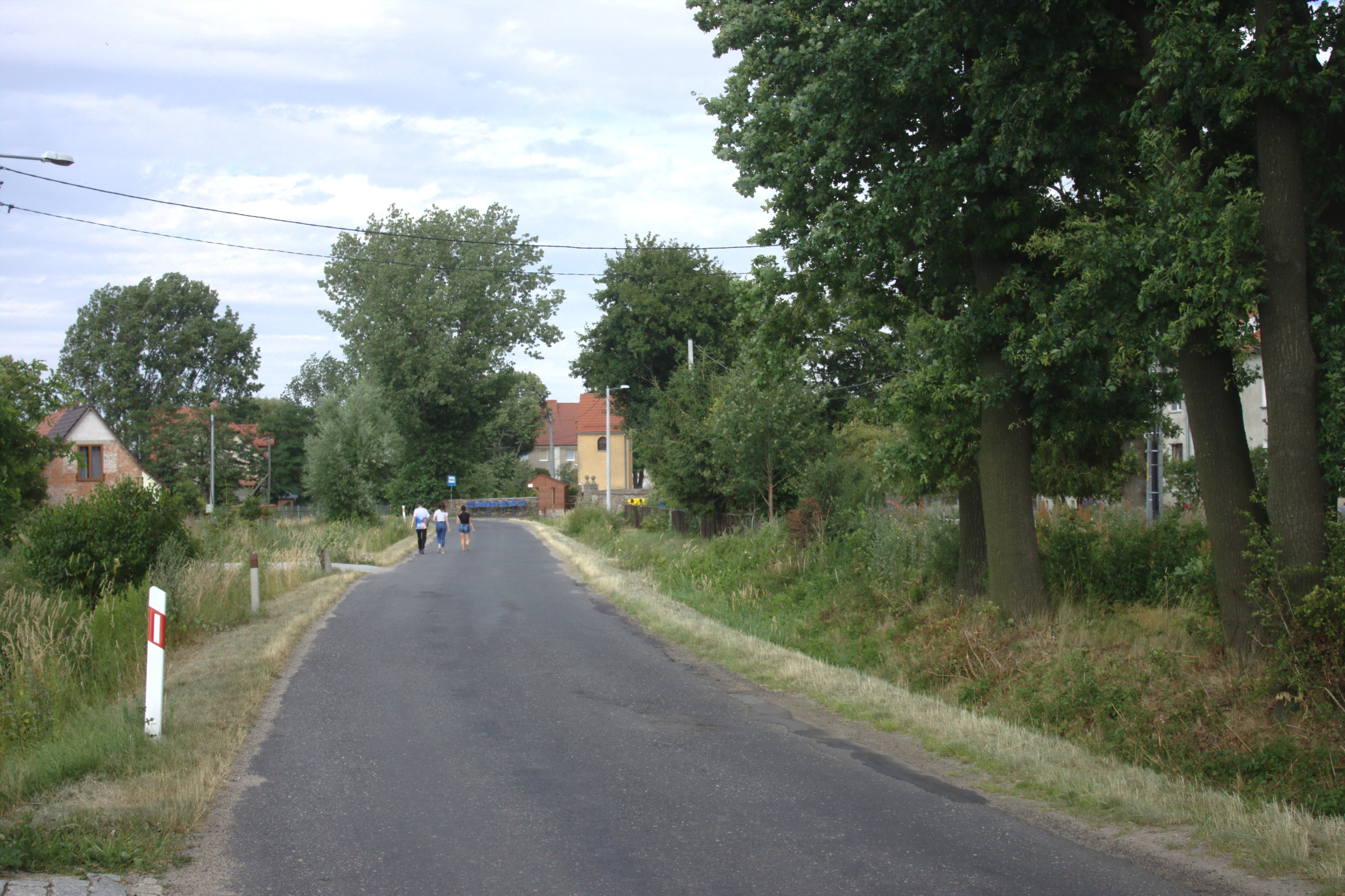